# Cal Regull
Cal Regull és una obra del municipi de Santa Maria de Palautordera (Vallès Oriental) inclosa en l'Inventari del Patrimoni Arquitectònic de Catalunya.

## Descripció
Masia orientada cap a l'est. La coberta és a dues vessants. Consta de planta baixa, pis i golfes. Annexes adossats.
La façana presenta una porta principal dovellada d'arc de mig punt i una porta secundària de pedra d'arc pla. Les dues finestres de la planta també són de pedra. Al pis hi ha tres finestres de pedra amb replanells a la part superior i inferior. La finestra de la dreta i les dues de les golfes també són de pedra però estan excloses de qualsevol tipus de decoració.

## Història
L'edifici s'abandonà als anys 80. El Sr. Rosell la vengué a la Sra. Rosalia Riera, aquesta té la intenció d'arreglar-la per a utilitzar-la com a segona residència. Abans de procedir a les reformes s'espera veure el nou pla urbanístic de l'Ajuntament. L'edifici fou reformat el 1856. La masia es dedicava a l'explotació vacuna.